# Іда Родс

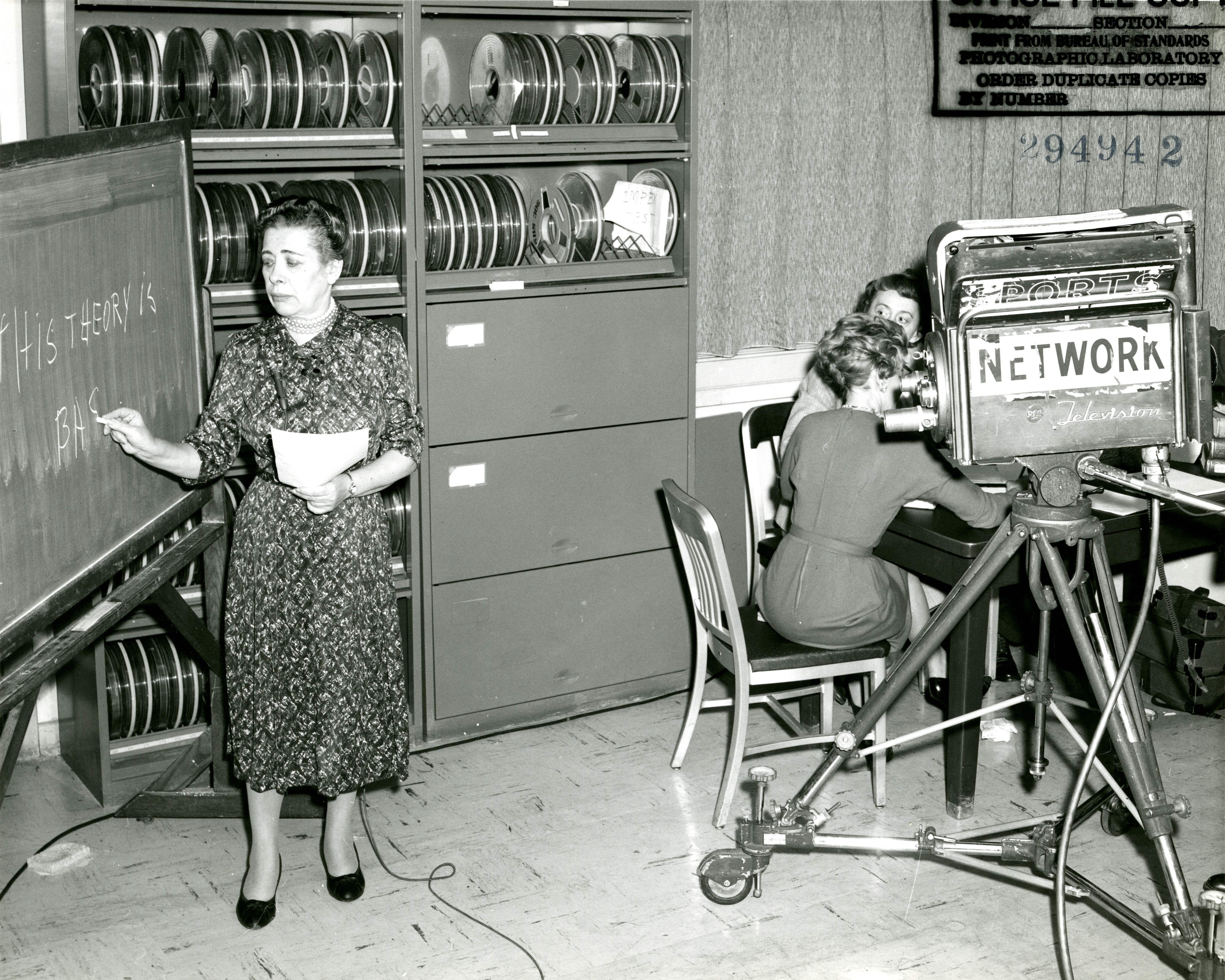
Зйомка Іди Родс (ліворуч) в IBM. Математик і комп'ютерний експерт Національного інституту стандартів і технологій Іда Родс демонструє свою новаторську роботу в області комп'ютерного перекладу мов. Родс була однією з перших, хто усвідомив важливість розбору речень і відокремлення коренів слів від префіксів і суфіксів, як початкового етапу процесу комп'ютерного перекладу.

Іда Родс (відома також як Hadassah Itzkowitz; 15 травня 1900, — 1 лютого 1986) — американська математикиня, яка увійшла в історію як член кліки впливових жінок, що посприяла початку раннього комп'ютерного розвитку в Сполучених Штатах.

## Дитинство
Іда народилася в єврейському селі між Немировом і Тульчином в Україні. У 1913 році їй виповнилося 13 років, коли її батьки, Давид і Бессі, привезли її до Сполучених Штатів (ім'я було змінено після в'їзду до США).

## Кар'єра
Через 6 років після в'їзду у США, 1919—1923 рр., Родс отримала стипендію штату Нью-Йорк та стипендію Корнелльського університету, почавши вивчати математику в Корнелльському університеті. Під час навчання в Корнельському університеті вона працювала медсестрою в одній з міських лікарень. У лютому 1923 року отримала ступінь бакалавра з математики, через півроку — ступінь магістра.
У 1922 році Родс вперше зустрілася з Альбертом Ейнштейном, вдруге — у 1936 році, в Прінстоні. У 1930—1931 рр. вона навчалася в Колумбійському університеті.
Іда Родс була професіоналом в аналізі систем програмування, і на початку 1950-х років з Бетті Голбертон розробила мову програмування C-10 для UNIVAC I. Вона також розробила комп'ютер, що використовується для адміністрування соціальної запомоги. У 1949 році Міністерство торгівлі США присвоїло їй золоту медаль за «значне новаторське керівництво і видатний внесок у науковий прогрес нації в функціональному дизайні і застосуванні електронного цифрового обчислювального обладнання».
Хоча вона пішла на пенсію в 1964 році, Родс продовжувала консультуватися з Відділом прикладної математики Національного інституту стандартів і технологій до 1971 року. Її роботи стали більш відомими після виходу на пенсію, оскільки вона мала можливість подорожувати по всьому світу, читаючи лекції та підтримуючи міжнародні зв'язки. У 1976 році Міністерство торгівлі представило їй ще один Сертифікат про вдячність до 25-річчя UNIVAC I, а потім на комп'ютерній конференції 1981 року цитувало її втретє, як «піонера UNIVAC I». Померла Іда Родс в 1986 році.
У незвичайному випадку старого спеціалізованого алгоритму, який все ще використовується, і все ще зараховується до оригінальної розробки, Родс була відповідальна за алгоритм «Єврейські свята», який використовується в календарних програмах і сьогодні . У Національному бюро стандартів (тепер NIST [Архівовано 17 червня 2015 у Wayback Machine.]), вона також зробила вагомий внесок в машинному перекладі природних мов.